# Kabinett Valls I
Das Kabinett Valls I war die amtierende Regierung Frankreichs von April bis August 2014.
Es war die siebenunddreißigste Regierung der Fünften Republik und die dritte, die von Präsident François Hollande ernannt wurde. Das Vorgänger-Kabinett Ayrault trat am Abend des 31. März 2014 nach dem schlechten Abschneiden des linken Regierungsbündnisses bei den Kommunalwahlen im März zurück. Am 1. April ernannte Präsident Hollande Manuel Valls zum Premierminister und beauftragte ihn mit der Bildung einer neuen Regierung.
Die neuen Minister wurden durch Dekret des Präsidenten am Morgen des 2. April 2014 ernannt und die Konstituierung der neuen Regierung am selben Tag angekündigt.
Am 25. August 2014, nach nur 146 Tagen Amtszeit, erklärte Manuel Valls den Rücktritt seiner Regierung. Hintergrund des Rücktritts war heftige Kritik des Wirtschaftsministers Arnaud Montebourg und des Bildungsministers Benoît Hamon am wirtschaftspolitischen Kurs der Präsidentschaft Hollandes, insbesondere an der Sparpolitik. Statt die Minister oder zumindest Montebourg zu entlassen, entschloss sich Valls zum Rücktritt der gesamten Regierung. Valls wurde noch am gleichen Tag von Präsident Hollande mit der Bildung einer neuen Regierung beauftragt, aus der das Kabinett Valls II entstand.
Berücksichtigt man Übergangsregierungen zwischen kurz aufeinanderfolgenden Präsidentschafts- und Parlamentswahlen nicht, ist das Kabinett Valls I die Regierung Frankreichs mit der zweitkürzesten Amtszeit in der fünften Republik. Lediglich das Kabinett Messmer III amtierte 1974 mit 89 Tagen noch kürzer, allerdings fiel bei diesem die Amtszeit durch den Tod von Staatspräsident Georges Pompidou und den nach der folgenden Präsidentschaftswahl üblichen Rücktritt der Regierung so kurz aus.

## Der Ministerrat

### Premierminister
|  | Amt             |  | Name         | Partei |
|  | --------------- |  | ------------ | ------ |
|  | Premierminister |  | Manuel Valls | PS     |

### Minister
|  | Amt                                                                            |  | Name                   | Partei        |
|  | ------------------------------------------------------------------------------ |  | ---------------------- | ------------- |
|  | Minister für Auswärtiges und Entwicklungshilfe                                 |  | Laurent Fabius         | PS            |
|  | Ministerin für Umwelt, nachhaltige Entwicklung und Energie                     |  | Ségolène Royal         | PS            |
|  | Minister für Bildung, Hochschulen und Forschung                                |  | Benoît Hamon           | PS            |
|  | Justizministerin                                                               |  | Christiane Taubira     | PRG / Walwari |
|  | Minister für Finanzen und Haushalt                                             |  | Michel Sapin           | PS            |
|  | Minister für Wirtschaft, Industrie und digitale Ökonomie                       |  | Arnaud Montebourg      | PS            |
|  | Sozialministerin                                                               |  | Marisol Touraine       | PS            |
|  | Minister für Arbeit, Beschäftigung und sozialen Dialog                         |  | François Rebsamen      | PS            |
|  | Verteidigungsminister                                                          |  | Jean-Yves Le Drian     | PS            |
|  | Innenminister                                                                  |  | Bernard Cazeneuve      | PS            |
|  | Ministerin für die Gleichberechtigung der Frau, Städte, Jugend und Sport       |  | Najat Vallaud-Belkacem | PS            |
|  | Ministerin für Staatsreform, Dezentralisierung und öffentlichen Dienst         |  | Marylise Lebranchu     | PS            |
|  | Ministerin für Kultur und Kommunikation                                        |  | Aurélie Filippetti     | PS            |
|  | Minister für Landwirtschaft, Ernährung und Forstwirtschaft; Regierungssprecher |  | Stéphane Le Foll       | PS            |
|  | Ministerin für Wohnen und Regionalentwicklung                                  |  | Sylvia Pinel           | PRG           |
|  | Ministerin für die Überseegebiete                                              |  | George Pau-Langevin    | PS            |

### Staatssekretäre
|  | Amtsbezeichnung des Beigeordneten Ministers                             | Ministerium                                                               |  | Name               | Partei |
|  | ----------------------------------------------------------------------- | ------------------------------------------------------------------------- |  | ------------------ | ------ |
|  | Staatssekretär für die Beziehungen zum Parlament                        | Premierminister                                                           |  | Jean-Marie Le Guen | PS     |
|  | Staatssekretärin für Außenhandel, Tourismus und Auslandsfranzosen       | Außenministerium                                                          |  | Fleur Pellerin     | PS     |
|  | Staatssekretär für europäische Angelegenheiten                          | Außenministerium                                                          |  | Harlem Désir       | PS     |
|  | Staatssekretärin für Entwicklung und die Frankophonie                   | Außenministerium                                                          |  | Annick Girardin    | PRG    |
|  | Staatssekretär für Verkehr und maritime Wirtschaft                      | Ministerium für Umwelt, nachhaltige Entwicklung und Energie               |  | Frédéric Cuvillier | PS     |
|  | Staatssekretärin für Hochschulen und Forschung                          | Ministerium für Bildung, Hochschulen und Forschung                        |  | Geneviève Fioraso  | PS     |
|  | Staatssekretär für den Haushalt                                         | Ministerium für Finanzen und Haushalt                                     |  | Christian Eckert   | PS     |
|  | Staatssekretärin für Handel, Handwerk, Verbraucher und Sozialwirtschaft | Ministerium für Wirtschaft, Industrie und digitale Ökonomie               |  | Valérie Fourneyron | PS     |
|  | Staatssekretärin für die digitale Ökonomie                              | Ministerium für Wirtschaft, Industrie und digitale Ökonomie               |  | Axelle Lemaire     | PS     |
|  | Staatssekretär für Veteranen                                            | Verteidigungsministerium                                                  |  | Kader Arif         | PS     |
|  | Staatssekretär für Dezentralisierung                                    | Ministerium für Staatsreform, Dezentralisierung und öffentlichen Dienst   |  | André Vallini      | PS     |
|  | Staatssekretärin für Familie, Senioren und eigenständiges Leben         | Ministerium für Soziales und Gesundheit                                   |  | Laurence Rossignol | PS     |
|  | Staatssekretärin für Behinderte und den Kampf gegen Ausgrenzung         | Ministerium für Soziales und Gesundheit                                   |  | Ségolène Neuville  | PS     |
|  | Staatssekretär für Sport                                                | Ministerium für die Gleichberechtigung der Frau, Städte, Jugend und Sport |  | Thierry Braillard  | PRG    |

## Nach dem Rücktritt der Regierung
Frédéric Cuvillier weigerte sich, im Kabinett Valls II seinen Posten erneut zu bekleiden; sein Nachfolger wird Alain Vidalies.
Emmanuel Macron wird neuer Wirtschaftsminister.
Valls kündigte am Abend des 26. August 2014 an, im September oder Oktober 2014 die Vertrauensfrage zu stellen; er zweifle nicht daran, diese zu gewinnen.